# Алейников, Евгений Васильевич
Евге́ний Васи́льевич Але́йников (29 мая 1967, Орджоникидзе — 7 декабря 2024) — российский стрелок, бронзовый призёр Олимпийских игр 2000. Заслуженный мастер спорта России.

## Биография
В школьные годы занимался прыжками на батуте, потом лёгкой атлетикой (бег на короткие дистанции), в старших классах увлёкся велоспортом, а затем перешёл в стрельбу. Первым тренером был Таймураз Борисович Цаликов, заслуженный тренер России.
После школы поступил на горно-металлургический факультет политеха и проучился год, но, поняв, что стрельба стала больше, чем просто увлечение, перешёл в институт физкультуры.
В сборной команде СССР/России с 1987 года.
Из-за травм не попал на Олимпийские игры в Афинах, однако смог поучаствовать в качестве комментатора стрелковых соревнований.
С 2007 года работал старшим тренером молодёжной сборной России по пулевой стрельбе.
Был женат на Любови Галкиной, олимпийской чемпионке по пулевой стрельбе, имеет сына Тимофея.
Умер 7 декабря 2024 года в возрасте 57 лет.

## Спортивные достижения
- 2000 — стал бронзовым призёром Олимпийских Игр в Сиднее в стрельбе из пневматической винтовки на 10 м
- 1998, 2002 — чемпион мира (командное первенство)
- 1991 — серебряный призёр чемпионата мира (личное и командное первенство)
- 2002 — бронзовый призёр чемпионата мира (личное первенство)
- 2000, 2002 — чемпион Европы (командное первенство)
- 1997 — бронзовый призёр чемпионата Европы (командное первенство)
- 2000 — бронзовый призёр финала Кубка мира (50 м, малокалиберная винтовка, из 3-х положений)
- 2003 — чемпион России (командное первенство)

## Награды
В 2001 году награждён медалью ордена «За заслуги перед Отечеством» II степени.